# Kandelaartje
Het kandelaartje (Saxifraga tridactylites) is een plant uit de steenbreekfamilie (Saxifragaceae). De plant groeit op droge, kalkrijke zandgrond, op muren en soms tussen straatstenen. 

## Beschrijving
De plant wordt 2-8 cm hoog en is vaak rood aangelopen en bedekt met klierharen. Soms is het kandelaartje wat groter en vertakt. Het onderste blad is spatelvormig en drielobbig. De bovenste bladeren zijn handvormig en hebben drie tot vijf spleten.
De bloem is wit, heeft een doorsnede van 4-6 mm en heeft vijf kelk- en vijf kroonblaadjes. De bloem heeft tien meeldraden. De centra van de bloemen scheiden glinsterende nectardruppels af. Deze zijn bij zonneschijn te zien. De bloempjes vormen een los bijscherm, dat van april tot juni bloeit.
Het kandelaartje heeft een doosvrucht met bruine zaden.

## Plantensociologie
Kandelaartje is een kensoort voor het duinsterretjes-verbond (Tortulo-Koelerion), een groep van plantengemeenschappen van droge graslanden op kalkrijke zeeduinen.